# Invasion du Val d'Aran
Guérilla anti-franquiste
L'invasion du Val d'Aran, connue sous le nom de code Operación Reconquista de España (« Opération Reconquête de l'Espagne »), est une opération militaire lancée en octobre 1944 par la Unión Nacional Española (UNE), une structure qui rassemble des communistes, mais aussi des socialistes, républicains ou anarchistes – que la dispersion de leurs organisations poussent à rejoindre ce mouvement de lutte organisée contre le nazisme.
Cette opération visait à établir un gouvernement provisoire républicain dans le Val d'Aran, une vallée pyrénéenne de Catalogne située à la frontière entre la France et l'Espagne, par l'intermédiaire d'une attaque de guérilleros antifranquistes ayant participé à la Seconde Guerre mondiale au sein de la Résistance française et vétérans de la guerre d'Espagne sur ce territoire. Elle fut un échec total.

## Contexte: fin de la Seconde Guerre mondiale en France
Le débarquement allié en Normandie le 6 juin 1944 puis l'avancée rapide de la division du général Leclerc sur Paris et le fait qu'une grande partie du Midi de la France avait été libéré de l'occupation nazie par la Résistance laissa penser à certains groupes de Républicains espagnols réfugiés en France à la suite de la Guerre d'Espagne que la fin du régime franquiste était imminente. Ils répondirent en conséquence positivement à l'appel à l'invasion du général de division José Riquelme relayé par Radio Toulouse.

## Operación Reconquista de España
Jesús Monzón, personnalité du Parti communiste espagnol en France, dirigeait la résistance républicaine en France occupée et essayait de rétablir une infrastructure du parti en Espagne. Mis en confiance par le succès des actions de guérilla menées par la Résistance contre les Nazis, il pensait qu'il serait possible d'amorcer une reconquête républicaine de l'Espagne en passant par les Pyrénées, ce qui susciterait un soulèvement de la population civile contre le régime. Cette position allait à l'encontre de ce que disaient les informateurs du parti en Espagne et de ce que pensaient beaucoup de dirigeants et de militaires communistes qui penchaient pour la formation de noyaux de résistance endogènes grâce à l'envoi de résistants aguerris chargés de monter des maquis à la manière de ce qu'avaient fait les partisans Yougoslaves.
Afin de préparer l'invasion, les guérilleros, 13 000 vétérans de la guerre d'Espagne et de la Résistance française rallièrent les points de recrutement à Foix et à Toulouse. Parmi eux, entre  4 000, et 7 000 se portèrent volontaires pour participer à l'opération.
La stratégie consistait à lancer une série d'attaques sur toute la frontière, tâche dévolue à la division 102 et à mener une percée dans le val d'Aran, véritable objectif de l'opération dont la particularité est d'être situé sur le versant nord des Pyrénées, côté français et qui n'était à l'époque relié au reste de l'Espagne que par le port de la Bonaigua (2 072 m). L'imposant massif de la Maladeta constituait un barrage naturel vers le sud. Cette invasion menée par la division 204 devait mener à la formation d'un gouvernement provisoire protégé par l'isolement de la vallée, ce qui serait censé mener à une démoralisation du régime, à un soulèvement populaire et une invasion alliée provoquant la fin du franquisme.
En prévision d'une invasion alliée depuis la France, le gouvernement franquiste avait chargé le chef de l'état-major de l'armée Rafael García Valiño d'assurer la défense de la frontière franco-espagnole. Il disposait pour cette tâche de 50 000 hommes commandés par les généraux José Moscardó et Juan Yagüe et d'une petite ligne de fortifications, la Ligne P.
Le 3 octobre 1944 la division 102 lança l'offensive, la 45e brigade de la UNE composée de 250 hommes pénétra à Roncevaux en Navarre et se retrouva face à un corps de police armée au col de Laza, entre le massif de l'Abodi et celle d'Uztárroz. Deux policiers ainsi qu'un garde civil trouvèrent la mort. Le 5, la 153e brigade forte de 400 hommes pénétra dans la vallée de Roncal. Ce fut le début d'une série d'incursions dans les Pyrénées espagnoles au niveau de la Navarre, et des provinces de Huesca et de Lérida menées par plusieurs brigades qui revenaient quelques jours plus tard en France. Le 8 octobre, le bataillon Legazpi XXIII de l'armée franquiste rejoignit les Pyrénées navarraises depuis Saint-Sébastien afin de contrer les actions de la guérilla.
La division 204 des guérilleros, nouvellement créée, menée par le colonel Vicente López Tovar et structurée en douze brigades divisées en bataillons et en compagnies d'une trentaine d'hommes fut chargée de mener l'opération principale en Val d'Aran. Les objectifs militaires étaient triples, établissement d'une ligne de communication sûre avec la France passant par le Pont du Roy à Fos afin de pouvoir faire venir des renforts ou le cas échéant de battre en retraite, prise de Vielha, chef-lieu du Val d'Aran afin d'y établir une capitale provisoire et prise du port de la Bonaigua afin d'empêcher la venue de renforts franquistes.

## L’invasion
Le 19 octobre 1944 à six heures du matin, les hommes de la division 204 armés de fusils français, allemands et tchèques ainsi que de pistolets mitrailleurs Sten, de mitrailleuses BREN, de quelques mortiers de calibre 81 et d'une pièce d'artillerie antiaérienne commencèrent à se mettre en marche, divisés en trois colonnes devant converger au sud de Vielha.
- la principale composée des brigades 7e, 9e, 11e, 15e, 410e, 471e, 526e et 551e[9] entra en Espagne par la vallée centrale avec l'objectif de prendre Vielha
- la seconde composée des brigades 21e et 468e prit par la vallée de la rivière Gállego.
- la troisième composée des brigades 3e et 402e entra en Espagne par le Port Vell dans la province de Lérida

Dans la partie inférieure du Val d'Aran, la progression de la division fut très rapide, la brigade 11e entra par le port de Vénasque, opérant un mouvement tournant vers l'Hospital de Viella afin de couper la route aux renforts de l'armée espagnole. La 551e passa le port de la Hourquette et se divisa en trois colonnes, l'une se dirigea sur Bausen et Canejan provoquant la fuite de la garde civile, la seconde se dirigea vers Les, occupant au passage Porcingles et faisant 10 gardes civils prisonniers, et la troisième entra par les passages de Estiuera et Cuma et se dirigea vers Bossòst où la garde civile retranchée dans sa caserne offrit une résistance. La 410e brigade passa par le port de Tavascan en direction de Es Bòrdes où elle dut affronter la seconde compagnie du bataillon Albuera.
Dans le Naut Aran (« Haut-Aran »), la résistance fut plus intense. La 9e brigade passa le port d'Orle en direction de Salardú, et occupa Bagergue tandis que l'un des bataillons s'installa sur des collines depuis lesquelles il pouvait contrôler la route Tremp-Vielha. Le reste de la brigade essaya de prendre le village de Salardú, sans succès.
Les débuts de l'opération furent donc couronnés de succès ; la guérilla occupa les localités de Bausen, Canejan, Porcingles, Pradell, Les, Bossòst, Era Bordeta, Vilamós, Benòs, Bòrdes, Aubèrt, Betlan, Vilach, Mont, Montcorbau et Vila établissant son état-major à Bossòst le 20 octobre où elle resta jusqu'à la retraite, stoppant l'offensive le 23 aux environs de Vielha où José Moscardó à la tête de l'armée et la garde civile étaient retranchés. Les principaux combats eurent lieu à Bossòst et à Salardú le 19 ainsi qu'à Era Bordeta et Bòrdes, le 20.
Les premiers renforts de l'armée espagnole, le 5e bataillon de chasseurs de montagne et la légion espagnole, arrivèrent le 19 au port de la Bonaigua qui n'avait pu être pris par la guérilla et sans lequel la défense des positions prises était impossible, face à la supériorité des troupes franquistes. Le soulèvement populaire tant espéré ne se produisit pas non plus et très peu d’Aranais se joignirent aux guérilleros antifranquistes.
Les troupes espagnoles stationnées le long de la frontière furent prises par surprise, puis réagirent par un important déploiement militaire, menaçant de cerner les guérilleros : l'arrière-garde de la 42e division franquiste était en position de les attaquer tandis que des troupes les attendaient de l'autre côté du tunnel de Vielha.
« À la sortie du tunnel de Vielha nous attendait le général Moscardó et plusieurs dizaines de milliers de soldats, des tanks et de l'artillerie ; mise ensemble, une force contre laquelle nous n'avions aucune issue. Rester dans le val d'Aran n'aurait eu aucun sens ; ils nous délogeraient facilement et avancer par le tunnel de Vielha, comme certains l'envisageaient, c'était foncer tête baissée dans un piège. »
— Santiago Carrillo
Le 27 octobre, Santiago Carrillo et l'état-major de la guérilla en France décidèrent de quitter Vielha et d'amorcer une retraite.

## Conséquences
Selon les chiffres officiels, l'Opération Reconquête de l'Espagne fit 588 morts parmi les membres de la guérilla. Son échec eut d'importantes répercussions au sein du parti communiste espagnol ; Jesús Monzón vit sa carrière politique brisée. Capturé à Barcelone, il resta emprisonné jusqu'à ce qu'il soit gracié en 1959, et s'exila alors au Mexique. Santiago Carrillo, en revanche, vit sa carrière prendre un envol. Charles de Gaulle fit désarmer les guérilleros après avoir reconnu le gouvernement franquiste le 16 octobre 1944 .
Le parti communiste continua ses opérations de guérilla en Espagne, créant plusieurs maquis en plusieurs points du territoire espagnol mais il abandonna cette stratégie en 1948.

### Sources
- (es) Cet article est partiellement ou en totalité issu de l’article de Wikipédia en espagnol intitulé « Invasión del Valle de Arán » (voir la liste des auteurs).